# Angath
Angath é um município da Áustria, situado no distrito de Kufstein, no estado do Tirol. Tem 3,49 km² de área e sua população em 2019 foi estimada em 986 habitantes.